# کامی‌کازه

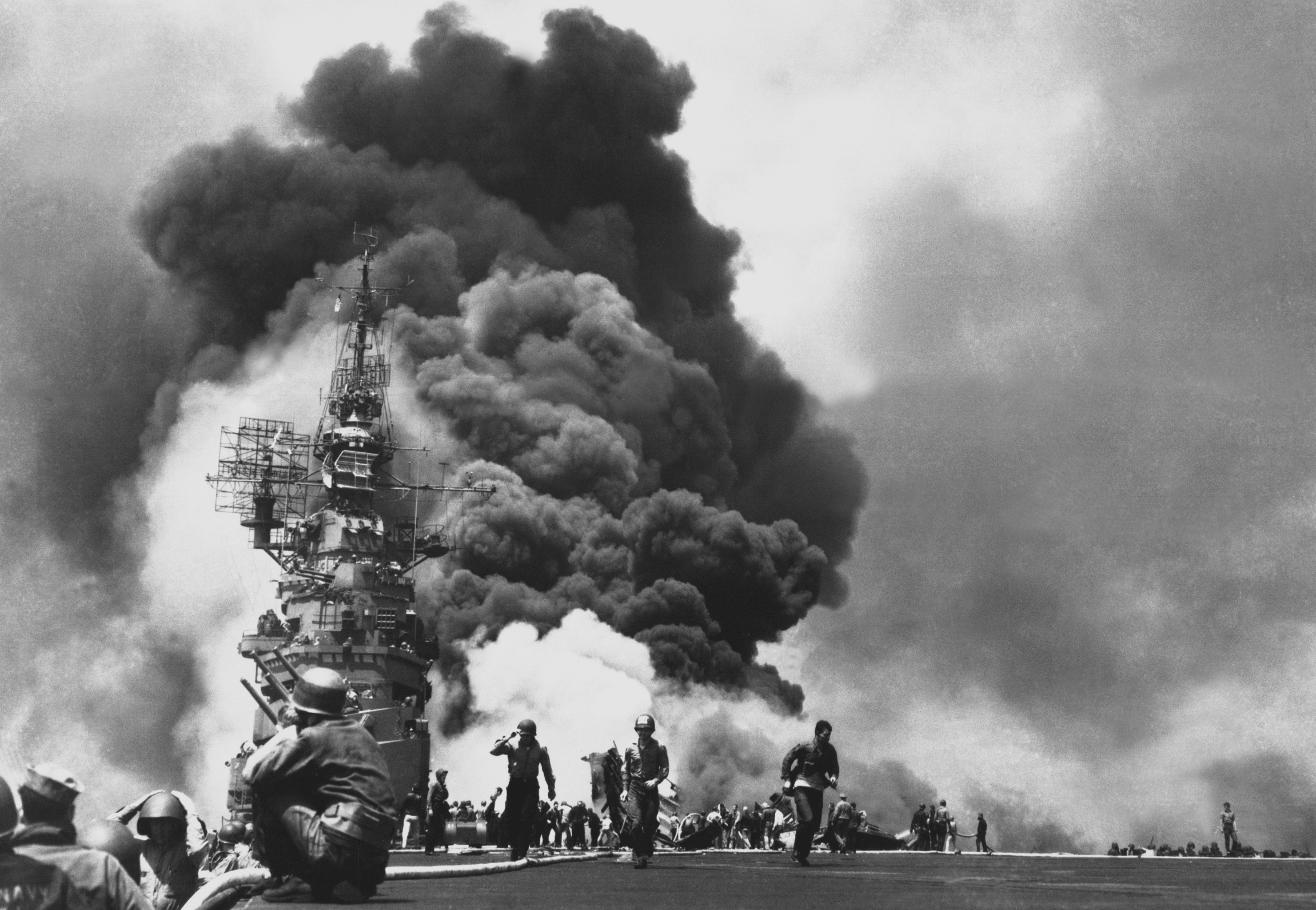
یکی از کشتی‌های جنگیِ آمریکایی که در جنگ جهانی دوم مورد هجوم کامیکازه قرار گرفت.

کامی‌کازه (به ژاپنی: 神風特別攻撃隊) که یکی از واژگان شینتو است، در لغت به‌معنی «باد الهی» است و به حملات انتحاری‌ای گفته می‌شود که از سوی نیروی هوایی ارتش امپراتوری ژاپن علیه کشتی‌های جنگیِ نیروهای متفقین انجام می‌شد.
خلبانان کامیکازه به‌عمد تلاش می‌کردند که هواپیمای خود را — که معمولاً به مواد منفجره و انواع بمب‌ها یا مخازن پر از سوخت مجهز بود — به کشتی‌های جنگی بکوبانند.
درهنگام جنگ جهانی دوم، کامیکازه به حمله‌های انتحاری خلبانان نیروی هوایی ژاپن نیز گفته شد. با پیشروی ناوگان دریاییِ ایالات متحدهٔ آمریکا به‌سمت ژاپن، نیروی دریایی ژاپن که دیگر توان مقابله با هواپیماهای جدیدتر آمریکایی را نداشت، تصمیم گرفت که ۲۵۰ کیلوگرم مواد منفجره را بارِ جنگنده‌های هوایی خود کند و برای انهدام رزم‌ناوهای هواپیمابر آمریکاییِ حاضر در آسیا پاسیفیک، این هواپیماهای تک‌سرنشین را به عرشهٔ آن کشتی‌ها بزند. فقط در ماه مهٔ سال ۱۹۴۳، ۴۳ حملهٔ کامیکازه اتفاق افتاد. این هواپیماها برای به حداکثر رساندن آسیب به رزم ناوها طراحی شده بودند.

## تاریخچه
هنگامی‌که مغول‌ها دو بار در سال‌های ۱۲۷۴ و ۱۲۸۱ میلادی به جزیره‌های جنوب غربی ژاپن حمله کردند، توفان شدیدی درگرفت و باعث شکست آنان در هر دو تهاجم شد. ترکیب کامیکازه از آن زمان رواج پیدا کرد.

## نگارخانه

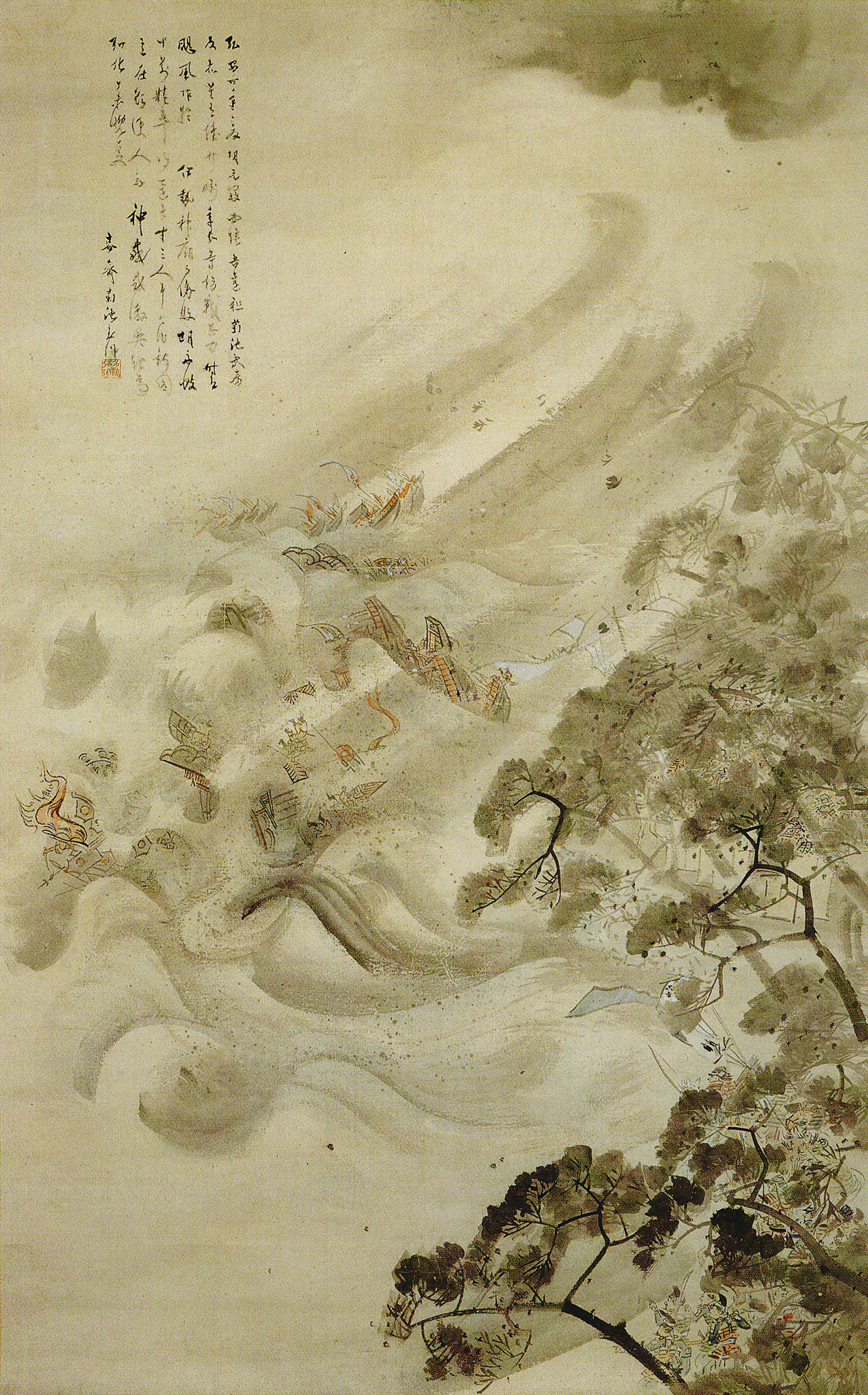
ناوگان مغول‌ها دو بار بر اثر توفان نابود شد و تلاش‌های قوبلای‌خان برای تسخیر ژاپن ناکام ماند. ژاپنی‌ها شکست وی را نتیجهٔ «کامی‌کازه» (باد الهی) می‌دانستند.
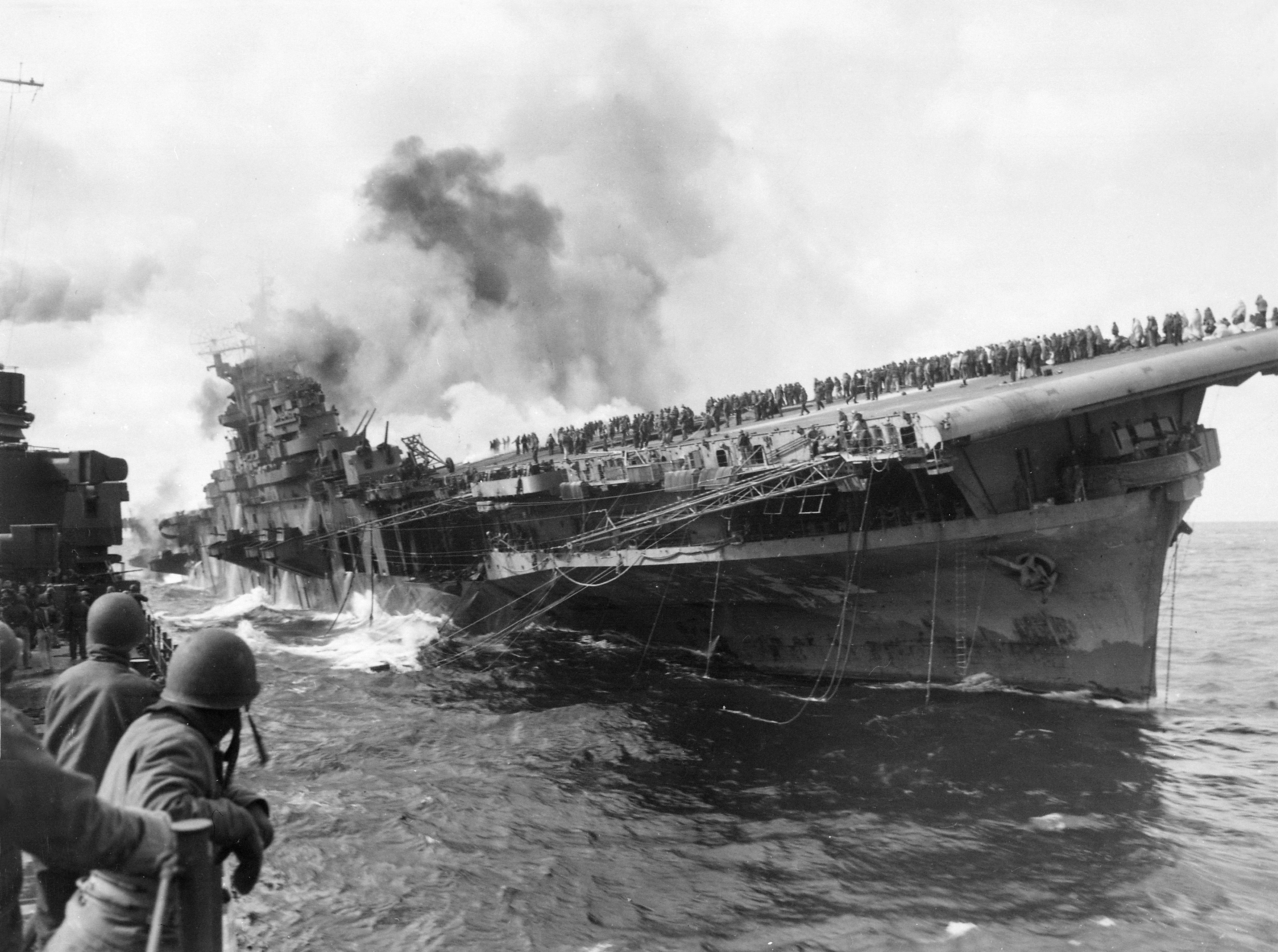
ناو یواس‌اس فرانکلین (سی‌وی ۱۳) در حال سوختن بر اثر حملات ژاپن